# Rosopas
Rosopas (lat. Chelidonium), maleni biljni rod trajnica iz porodice Papaveraceae kojemu pripadaju samo jedna  vrsta, ljekovita biljka zmijino mlijeko ili rosopas (Chelidonium majus).
Ime rodu dolazi po grčkom chelidon („lastavica”) jer počinje cvjetati njihovim dolaskom a ocvate odlaskom lastavica. U rod su nekada uključivane 3 vrste, od kojih je jedna Chelidonium asiaticum (H. Hara) Krahulc., sinonim za Chelidonium majus var. asiaticum (H. Hara) Ohwi, a Chelidonium hylomeconoides sinonim za Hylomecon hylomeconoides (Nakai) Y. N. Lee.
Rosopas naraste do 60 cm, jakog je i žilavog korijena. Cvjetovi su žute boje, skupljeni su u štitaste cvatove, a vjenčić čine 4 žute latice i puno prašnika. Rosopas ili zmijino mlijeko, poznati su u travarstvu po liječenju bradavica.